# Anopheles ruarinus
Anopheles ruarinus är en tvåvingeart som beskrevs av Edwards 1940. Anopheles ruarinus ingår i släktet Anopheles och familjen stickmyggor. Inga underarter finns listade i Catalogue of Life.